# 拉布瓦西耶尔 (卡尔瓦多斯省)
拉布瓦西耶尔（法語：La Boissière，法語發音：[la bwasjɛʁ] ⓘ）是法国卡尔瓦多斯省的一个市镇，属于利雪区。

## 地理
拉布瓦西耶尔（49°8'10"N, 0°7'51"E）面积2.02 平方千米，位于法国诺曼底大区卡爾瓦多斯省，该省份为法国西北部沿海省份，北濒大西洋英吉利海峡，东北与滨海塞纳省以海上边界相接，东临厄尔省，南至奧恩省，西与芒什省接壤。
与拉布瓦西耶尔接壤的市镇（或旧市镇、城区）包括：拉乌布洛尼耶尔、莱蒙索、勒普雷多日、圣皮埃尔德西夫。

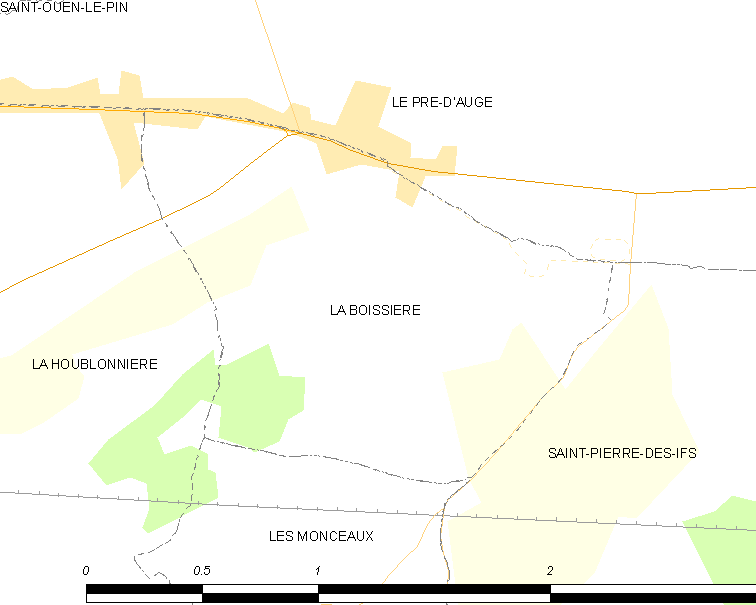
的OSM定位图

拉布瓦西耶尔的时区为UTC+01:00、UTC+02:00（夏令时）。

## 行政
拉布瓦西耶尔的邮政编码为14340，INSEE市镇编码为14082。

## 政治
拉布瓦西耶尔所属的省级选区为梅济东瓦莱多日县。

## 人口

1962-2008年间人口变化图示

拉布瓦西耶尔于2022年1月1日时的人口数量为188人。